# Meldorfer Hafenstrom
Der Meldorfer Hafenstrom ist ein Teil des Unterlaufes der Miele in Dithmarschen. Er beginnt am Deich am Westrand des Meldorfer Ortsteils Meldorfer Hafen und endet nach dem Durchlaufen des Speicherbeckens Miele und des Deichsiels in der Nordsee, siehe auch Karte 1. Die Flusslänge beträgt 5,7 Kilometer. Unweit des Südufers befindet sich der Nationalpark Schleswig-Holsteinisches Wattenmeer. Der gesamte Flusslauf mit seinen Uferbereichen liegt im 2006 gegründeten  Landschaftsschutzgebiet (LSG) Speicherkoog Dithmarschen (Nordkoog). Daran grenzt an dessen Südgrenze das im Jahre 1985 gegründete Naturschutzgebiet (NSG) Kronenloch / Speicherkoog Dithmarschen.

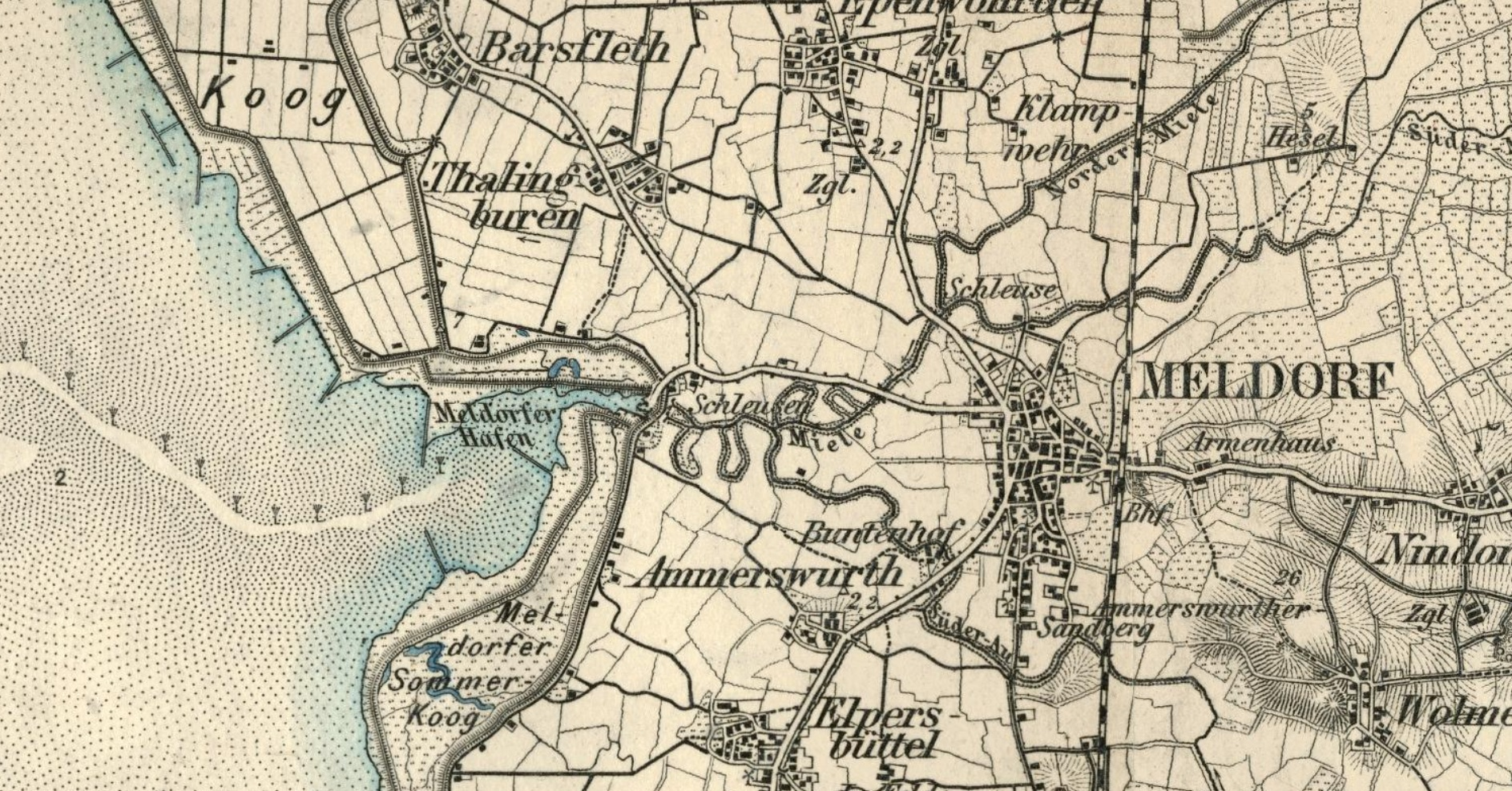
Bild1ː Flusssystem Miele um 1893

Bis zur Fertigstellung des Außendeiches im Jahre 1979 mit dem Speicherkoog Dithmarschen lag der alte Meldorfer Hafen an der Nordsee und war damit unmittelbar den Gezeiten ausgesetzt, siehe Bild 1. Mit der Verlegung des Meldorfer Hafens hinter den neuen Deich wurde der Meldorfer Hafenstrom künstlich angelegt.

## Ökologie
Der Oberlauf des Meldorfer Hafenstroms bis zum Eintritt in das Speicherbecken Miele gehört gemäß europäischer Wasserrahmenrichtlinie (WRRL) zum Wasserkörper „Meldorfer Hafenstrom“ mit der Kennung DERW_DESH_MI_06_A. Er wird als  Gewässertyp „Flüsse der Marschen (LAWA-Typcode: 22.2)“ eingestuft und gilt nach § 28 Wasserhaushaltsgesetz (WHG) als „erheblich verändert“. Er hat eine Länge von 2,35 Kilometer. Sein ökologisches Potenzial wird als „mäßig“ und sein chemischer Zustand als „nicht gut“ eingestuft. Letzterer wird damit begründet, dass die Grenzwerte der Umweltqualitätsnormen (UQN) bezüglich Nitrate, Bromierter Diphenylether (BDE), Quecksilber, Quecksilberverbindungen und den Herbiziden Terbutryn und Nicosulfuron überschritten werden.
Der restliche Teil des Meldorfer Hafenstroms durchquert bis zur Mündung in die Nordsee das Stillgewässer „Speicherbecken, Miele“. Dieses hat als Wasserkörper die Kennung DELW_DESH_0535. Er wird als Gewässertyp „Sondertyp künstlicher See (z.B. Abgrabungsseen) (LAWA-Typcode: 99)“ eingestuft und gilt nach § 28 Wasserhaushaltsgesetz (WHG) als „künstlich“. Er hat eine Fläche von 1,185 Quadratkilometer und wird nicht nur vom Meldorfer Hafenstrom, sondern auch vom Wöhrdinger Hafenstrom gespeist. Das ökologische Potenzial des Speicherbeckens wird als „gut“ und sein chemischer Zustand als „nicht gut“ eingestuft. Letzterer wird damit begründet, dass die Grenzwerte der Umweltqualitätsnormen (UQN) bezüglich Nitrate, Bromierter Diphenylether (BDE), Quecksilber und Quecksilberverbindungen überschritten werden. Bis zum Jahre 2028 muss gemäß WRRL für alle Gewässer in der Europäischen Union ein „guter“ ökologischer und chemischer Zustand erreicht werden.